# 個人化網路廣告
個人化網路廣告（Contextual Advertisement）是一種透過互联网進行宣傳的廣告形式，目前已逐渐成為行銷的主要管道之一。
隨著客製化的興起，廣告也即將步入“量身定制”的行列，同時就“長尾理論”來說，個人化網路廣告才能帶來最大的效益。因此廣告人更應該為廣告主製造更精準的受眾，有利個人化廣告的投放。
同時随着現今社群網路（Social Network，如Facebook，twitter,tiktok）的興起，成為人們線上主要的社交平台，因此個人化網路廣告也顯得格外重要，它可以紀錄受眾的喜好去進行調整與更新，讓廣告主的行銷更加有力與明確。